# Kodeks Baranda
Kodeks Baranda – XVI-wieczny rękopis mistecki. 

## Historia
Historia powstania Kodeksu Baranda jest nieznana. Po raz pierwszy pojawił się w spisie kodeksów i rękopisów sporządzonym przez Lorenzo Boturini Benaduci na podstawie wcześniejszych dokumentów autorstwa Fernando de Alva Ixtlilxochitl, pomiędzy 1736 a 1743 rokiem. W roku 1831 trafił do  Narodowego Muzeum Archeologii Wydział Historii i Etnografíi w Meksyku.
Pierwsze badania nad dokumentem rozpoczął archeolog García Sáinz de Baranda (1797–1853) od imienia którego nazwano manuskrypt.

## Opis
Dziś znane są dwa dokumenty nazwane Kodeksami Baranda. Pierwszy datowany jest na XVI wiek o wym. 77,5 × 160 cm, drugi na XVII wiek o wym. 37 × 228 cm.

## Publikacje
- Vázquez, Juan Adolfo: The cosmic serpent in the Codex Baranda.     (Journal of Latin American Lore, J. Lat. Am. Lore, 9:1, Summer 1983, p. 3-15, bibl. 0360-1927)
- BOTURINI, de, Lorenzo: CODICE BARANDA. 20 drawings of codex pages, color fold out facsimile, 53 p
- Miguel Salvá i Pedro Sáinz de Baranda: Colección de documentos inéditos para la Historia de España, t. XIII, Madryt, 1848.